# چورتاخ
چورتاخ (به لاتین: Churtakh) یک منطقهٔ مسکونی در روسیه است که در شهرستان لاکسکی واقع شده‌است.